# Chilehexops
Chilehexops Coyle, 1986 è un genere di ragni appartenente alla famiglia Euagridae.

## Distribuzione
Le tre specie oggi note sono state reperite nell'America meridionale: due sono endemiche del Cile e una, la C. misionensis, lo è dell'Argentina.

## Tassonomia
Dal 1989 non sono stati esaminati esemplari di questo genere.
Attualmente, a dicembre 2020, si compone di tre specie:
- Chilehexops australis (Mello-Leitão, 1939) — Cile
- Chilehexops misionensis Goloboff, 1989 — Argentina
- Chilehexops platnicki Coyle, 1986[2] — Cile